# Sierra del Aconquija

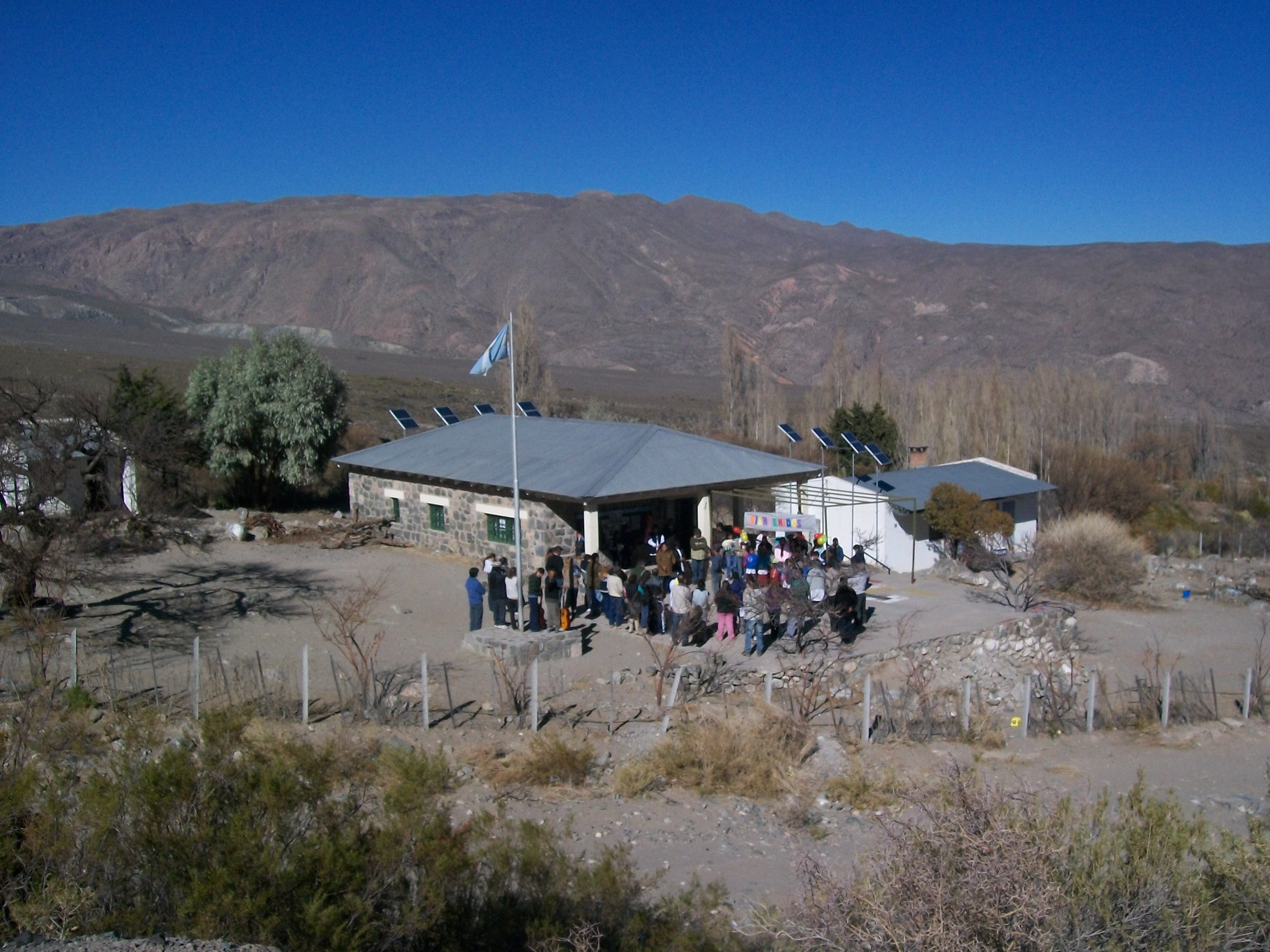
Escola Manuela Pedraza, a la carretera provincial 307, entre Tafí del Valle i Amaicha del Valle, al pas entre les serres d'Aconquija i Calchaquíes

La Sierra del Aconquija és la divisòria natural entre les províncies argentines de Catamarca i Tucumán, al sud del pas conegut com El Infiernillo. En són les altures màximes el Cerro del Bolsón (5.552 msnm); el Cerro de las Dos Lagunas y de Los Cerrillos (5.500 metres), el Nevado del Candado i el Cerro Ñuñorco. El parc nacional del Campo de los Alisos, situat a l'est de la serralada, conté nombrosos jaciments arqueològics, entre els quals La Ciudacita, a més de 4.000 msnm.
La serra també és coneguda com els Nevados del Aconquija, ja que els cims més elevats posseeixen gels i neus perpètues; de fet, hi ha una glacera, la de Chimberil, al vessant de Tucumán.